# Leisler’s Rebellion

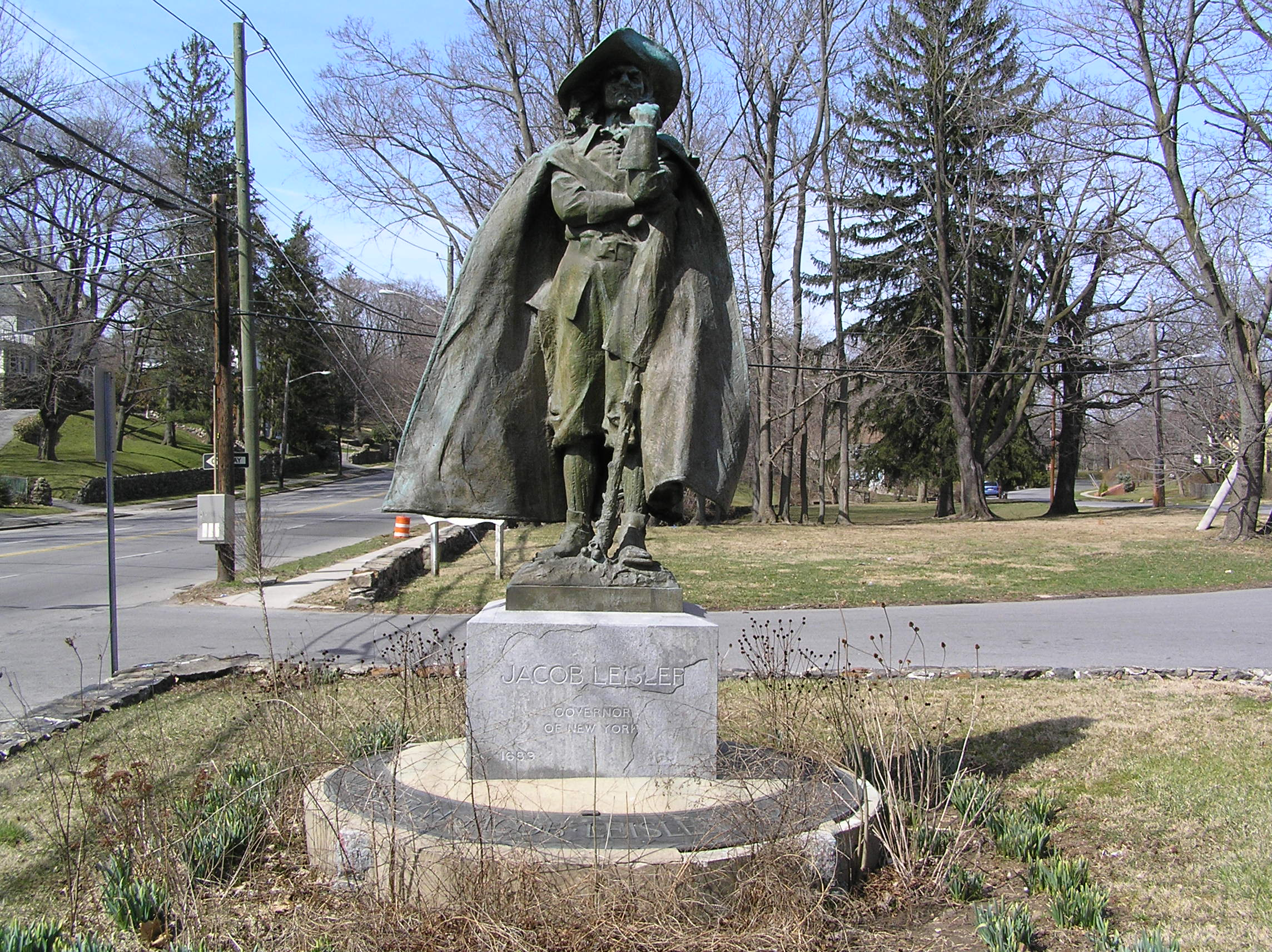
Statue von Jakob Leisler in New Rochelle

Der als Leisler’s Rebellion bekannt gewordene Konflikt entstand im späten 17. Jahrhundert in der Province of New York im kolonialen Nordamerika. Der namensgebende deutsch-amerikanische Kaufmann und Milizoffizier Jakob Leisler erlangte im Ergebnis die Kontrolle über die südlichen Bereiche der Kolonie und regierte diese von 1689 bis 1691. Ausgangspunkt des Aufstands waren die britische Glorious Revolution und der Aufstand in Boston 1689 im Dominion of New England, zu dem auch New York gehörte; politisch war die Rebellion gegen die Politik des im Zuge der Revolution abgesetzten Königs Jakob II. gerichtet.
Die königliche Autorität konnte in der Kolonie erst 1691 wiederhergestellt werden, als englische Truppen gemeinsam mit einem neuen Gouverneur New York erreichten. Dieser ließ Leisler verhaften und wegen Verrats anklagen. Leisler wurde hingerichtet, jedoch war auch danach die Kolonie aufgrund der Rebellion in zwei rivalisierende Fraktionen gespalten.

## Hintergrund
Nachdem englische Truppen 1664 die Kontrolle über Nieuw Nederland erlangt hatten, übergab der englische König Karl II. das Gebiet an seinen Bruder Jakob, zu diesem Zeitpunkt Duke of York, zu dessen freier Verfügung. Jakob trennte East Jersey und West Jersey davon ab und wies ihnen andere Verwalter zu, während er selbst im verbliebenen Teil eine im Wesentlichen autokratische Regierung aufbaute, die über einen mächtigen Gouverneur und Kolonialrat, aber nicht über eine gewählte Legislative verfügte.
Jakob folgte seinem Bruder 1685 auf den Thron und errichtete im darauffolgenden Jahr das Dominion of New England. Im Mai 1688 fügte er diesem New York und die bis dahin abgetrennten Jerseygebiete hinzu. Der Gouverneur Edmund Andros erreichte im Sommer desselben Jahres New York und führte Francis Nicholson als seinen Vizegouverneur und Verwalter der neuen Dominiongebiete ein. Nicholson regierte zwar mit Unterstützung eines örtlichen Beratergremiums, aber ohne legislative Versammlung, weshalb er von den New Yorker Bürgern als ein weiterer Gouverneur in einer langen Reihe von Amtsträgern angesehen wurde, der „unsere historischen Privilegien höchst eigenmächtig untergraben hat“. Nicholson rechtfertigte sich, indem er die Kolonisten als „unterworfene Leute“ bezeichnete, die „weniger Rechte und Privilegien als Engländer haben“.
Ende 1688 wurde der katholische Jakob II. im Zuge der Glorious Revolution durch die protestantischen Wilhelm III. und Maria II. ersetzt, die sich den Thron teilten. Andros war insbesondere in Massachusetts extrem unbeliebt, und als die Nachricht über die Revolution Boston erreichte, nutzten seine Gegner die Gunst der Stunde und organisierten einen Aufstand. Am 18. April 1689 bildete sich ein Mob, der Andros und andere Amtsträger des Dominion verhaftete. Dies führte zu einer Reihe weiterer Ereignisse, in denen Massachusetts und die anderen Kolonien in Neuengland ihre Verwaltungsstrukturen so wiederherstellten, wie sie vor der Gründung des Dominion existiert hatten.

## Vor Ausbruch der Rebellion

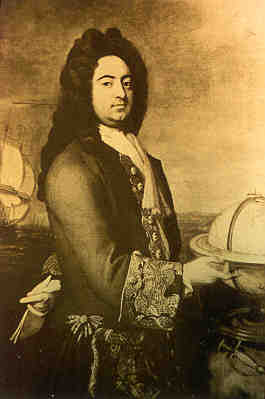
Vizegouverneur Francis Nicholson

Vizegouverneur Nicholson erfuhr vom Bostoner Aufstand am 26. April. Er leitete jedoch weder diese noch die Nachricht über die Revolution in England an die Öffentlichkeit weiter, weil er befürchtete, dass dies auch zu einer Rebellion in New York führen könnte. Als die Nachricht über die Ereignisse in Boston Long Island erreichte, gerieten die Dominion-Beamten zunehmend unter Druck; Mitte Mai waren bereits viele von ihnen aus einer Vielzahl von Gemeinschaften ausgeschlossen. Zur gleichen Zeit erreichte Nicholson die Nachricht von der Kriegserklärung Frankreichs an England, was die Gefahr durch französische und indianische Angriffe an der nördlichen Grenze von New York wesentlich erhöhte. Er verfügte nur über wenige Soldaten, da die meisten von Gouverneur Andros nach Maine geschickt worden waren, um dort gegen die Indianer vorzugehen. Nicholson musste zudem feststellen, dass er sogar seinen engsten Mitarbeitern nicht mehr vertrauen konnte, da diese von Populisten beeinflusst wurden und glaubten, dass er die Einführung einer katholischen Herrschaft in New York plante. Er versuchte, die aufgrund von Gerüchten über indianische Überfälle in Panik versetzte Bevölkerung zu beruhigen, indem er die Milizen einlud, sich den regulären Truppen im Fort Amsterdam auf Manhattan Island anzuschließen.
Da die Verteidigungsanlagen von New York in schlechtem Zustand waren, stimmte Nicholsons Beraterstab Importzöllen zu, um Reparaturen durchzuführen. Die ortsansässigen Kaufleuten weigerten sich aber, diese Zölle zu bezahlen. Zu ihnen gehörte der deutschstämmige, calvinistische Einwanderer Jakob Leisler, der zugleich Captain bei der Miliz war. Er trat öffentlich gegen das Dominion-Regime auf, das er als einen Versuch ansah, den Papismus in der Provinz zu etablieren. Es wird vermutet, dass er an der Beeinflussung von Nicholsons Mitarbeitern beteiligt war. Am 22. Mai stellten die Milizen beim Beratergremium von Nicholson den Antrag, Zugang zum Schießpulver-Magazin im Fort zu bekommen, um die Verteidigungsfähigkeit der Stadt zu erhöhen. Dies wurde abgelehnt, was in der Bevölkerung die Besorgnis erregte, dass die Stadt nicht über ausreichende Vorräte an Schießpulver verfüge. Diese Befürchtungen wurden noch verstärkt, als hohe Beamte im gesamten Stadtgebiet nach Vorräten suchten.

## Verlauf des Aufstands
Als am 30. Mai 1689 Nicholson zu einem Milizoffizier sagte, dass er „lieber die Stadt brennen [sehe] als von Ihnen kommandiert zu werden“, führte zum Ausbruch der Rebellion. Es entstanden Gerüchte, dass der Vizegouverneur beabsichtige, die Stadt anzuzünden. Am darauffolgenden Tag bestellte Nicholson den betreffenden Offizier zu sich und verlangte dessen Rücktritt. Abraham de Peyster, einer der reichsten Männer der Stadt und zugleich Vorgesetzter des zum Rücktritt aufgeforderten Offiziers, begann daraufhin einen Streit mit Nicholson und verließ gemeinsam mit seinem Bruder Johannis, ebenfalls Captain der Miliz, den Ratssaal.
Die Milizen wurden zusammengerufen und besetzten das Fort Amsterdam. Ein Offizier wurde zum Stadtrat geschickt, um die Schlüssel zum Pulvermagazin zu verlangen. Nicholson gab der Aufforderung nach, um „Blutvergießen zu vermeiden und weiteres Unheil abzuwenden.“ Am folgenden Tag forderte ein aus Miliz-Offizieren gebildetes Gremium Jakob Leisler auf, den Befehl über die Stadtmilizen zu übernehmen. Er folgte dieser Bitte, und die Rebellen veröffentlichten eine Erklärung, in der sie ihre Absicht darstellten, das Fort im Namen der beiden neuen Könige zu besetzen, bis ein rechtswirksam akkreditierter Gouverneur geschickt werde.
Leislers Rolle während des Aufstands der Milizen ungeklärt, aber eine Reihe von Beobachtungen sprechen für seine Verwicklung in die Geschehnisse. So präsentierte er gemeinsam mit dem Miliz-Captain Charles Lodewick die Petition am 22. Mai. Jost Stoll, einer seiner Offiziere, führte die Milizen zu den Toren von Fort Amsterdam, und ein weiterer seiner Offiziere forderte beim Stadtrat die Herausgabe der Schlüssel für das Pulvermagazin.

### Übernahme der Regierung durch Leisler

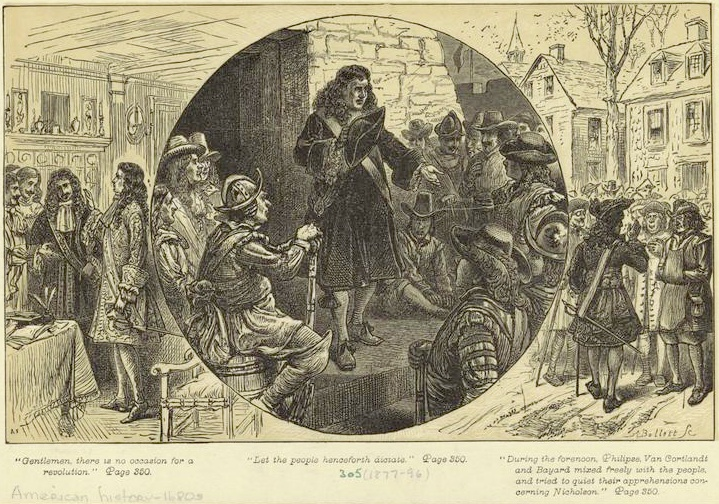
Diese Gravur aus dem 19. Jahrhundert zeigt die Berater von Nicholson beim Versuch, den Aufstand zu beenden.

Zu diesem Zeitpunkt kontrollierten die Milizen das Fort und besaßen damit die Kontrolle über den New Yorker Hafen. Ankommende Schiffe wurden umstellt und die Passagiere und Mannschaften unmittelbar ins Fort gebracht, um Kommunikation mit Nicholson und seinen Beratern auszuschließen. Am 6. Juni entschied sich Nicholson, die Kolonie in Richtung England zu verlassen, und begann damit, eidliche Aussagen zu sammeln, die er in London nutzen wollte. Am 10. Juni verließ er die Stadt, um sich mit Thomas Dongan zu treffen und kurz darauf mit diesem nach England zu segeln.
Leislers Kontrolle über die Provinz war stark eingeschränkt, da sich Nicholsons Berater – die holländischen Großgrundbesitzer Nicholas Bayard, Stephanus van Cortlandt und Frederick Philipse – immer noch in der Stadt aufhielten und seine Autorität nicht anerkannten. Dieser Auffassung folgte auch die gesamte Zivilverwaltung der Stadt, deren Bürgermeister van Cortlandt war. Als beide Seiten die Nachricht vernahmen, dass in Hartford die Inthronisierung der beiden neuen Könige bekanntgegeben worden war, entwickelte sich zwischen ihnen ein Wettrennen zum Boten, der sich mit dieser Nachricht auf dem Weg nach New York befand. Leislers Beauftragte gewannen dieses Rennen, so dass er am 22. Juni die Bekanntgabe veröffentlichen konnte. Zwei Tage später erhielt van Cortlandt die offizielle Nachricht, dass die Könige Edmund Andros zum neuen Gouverneur ernennen wollten.
Die Übermittlung des Dokuments war allerdings aufgrund einer taktischen Intervention durch Vertreter von Massachusetts in London verzögert worden. In ihm war explizit vermerkt, dass alle nicht-katholischen Beamten ihre Positionen bis auf Weiteres behalten konnten. Zudem legitimierte es den Rat, in Abwesenheit von Nicholson die Regierungsgeschäfte zu führen. Van Cortlandt entließ dementsprechend den katholischen Zolleintreiber ersetzte ihn durch Bayard und andere. Leisler war gegen diese Machtanhäufung und zog mit einem Trupp Milizen zum Zollgebäude. Es kam beinahe zu einem Aufruhr, und Bayard konnte nur knapp einem Lynch-Mob entkommen. Er floh nach Albany, wohin ihm wenige Tage später auch van Cortlandt folgte. Philipse zog sich aus der Politik zurück, wodurch Leisler die Kontrolle über die Stadt erlangte.
Am 26. Juni setzte eine aus Delegierten einer Reihe von Gemeinden aus New York und East Jersey bestehende Versammlung einen Sicherheitsrat ein, der die Angelegenheiten der Provinz regeln sollte. Der Rat, der später zum Kern der Regierungsstrukturen unter Leisler wurde, bestimmte Jakob Leisler zum Oberbefehlshaber der Provinz, „bis neue Befehle aus London eintreffen“. Leislers handverlesene Milizen – finanziert mit Steuergeldern, die Nicholson im Fort deponiert hatte – übernahmen die Kontrolle über die Stadt. Leisler wurde von Sympathisanten aus Connecticut unterstützt, die eigene Milizen zur Unterstützung der Sicherung des Forts schickten. Nicholsons reguläre Armee wurde am 1. August formal aufgelöst. Etwa zur gleichen Zeit erreichte die offizielle Nachricht über den Kriegsbeginn zwischen Frankreich und England die Provinz.
Um seine Position in London zu festigen, entsandte Leisler am 15. August Jost Stoll und Matthew Clarkson nach England. Sie führten Dokumente mit, welche zum einen die Anschuldigungen gegen Nicholson, er habe gegen die Einwohner von New York konspiriert, unterstützen und zum anderen die Maßnahmen von Leisler gegen Nicholsons „repressive“ Herrschaft rechtfertigen sollten. Stoll und Clarkson hatten zudem den Auftrag erhalten, eine neue Charta für die Provinz zu beantragen und glaubhaft zu machen, dass die vereinten Kolonien Neufrankreich ohne Unterstützung des Heimatlandes besiegen können. Leisler forderte nicht explizit, dass die neue Charta irgendeine Form von demokratischen Strukturen enthalten solle.
Im Oktober fand in der Provinz eine öffentliche Abstimmung über eine Anweisung an den Sicherheitsrat statt, van Cortlandt von seinem Amt zu entheben und Leislers Zuständigkeit auf ganz New York mit Ausnahme der Region um Albany auszudehnen. Die Beteiligung in New York City war mit knapp 100 abgegebenen Stimmen allerdings niedrig. Am 20. Oktober gaben Bayard und Philipse eine Proklamation heraus, in der sie Leislers Regierung als illegal bezeichneten und auswärtige Miliz-Kommandeure aufforderten, ihre Unterstützung für Leisler zu beenden. Das Dokument wurde vollständig ignoriert.

### Widerstand in Albany
Leislers Gegner kontrollierten die Stadt Albany und ihre unmittelbare Umgebung. Am 1. Juli riefen sie Wilhelm und Maria als Herrscher aus und richteten am 1. August die Albany Convention als Exekutive ein. Der Versammlung gehörten die Stadtväter von Albany, reiche Grundbesitzer aus dem Tal des Hudson und lokale Milizenführer an. Sie wurde zum Kern einer provinzweiten Gegenbewegung zu Leislers Herrschaft und erkannte seine Führung nicht an, bis er einen offiziellen Auftrag der neuen Herrscher präsentieren konnte.
Die Spannungen in Albany verschärften sich im September, als Indianer Gerüchte über einen unmittelbar bevorstehenden Angriff aus Neufrankreich verbreiteten. Da Leisler den Transport von Militärgütern auf dem Hudson River untersagt hatte, richteten die offiziellen Vertreter von Albany ein Hilfegesuch an ihn. Er schickte daraufhin im November seinen engen Vertrauten und zukünftigen Schwiegersohn Jacob Milborne mit einem Trupp Milizen nach Albany, um die militärische Kontrolle der Stadt zu übernehmen. Die Albany Convention jedoch lehnte die Bedingungen ab, die Milborne im Gegenzug für seine Unterstützung forderte, und verweigerte ihm den Zutritt zur Stadt und zum Fort Albany. Milborne wurde von einer Irokesin gewarnt, dass er von vielen Indianern rund um Albany als Bedrohung für ihre Freunde innerhalb der Stadt angesehen wurde und dass sie reagieren würden, sollte er versuchen, die militärische Kontrolle über Albany zu gewinnen. Milborne kehrte daraufhin nach New York City zurück. Die Convention bat auch die benachbarten Kolonien um militärische Unterstützung, woraufhin Connecticut Ende November eine 80 Mann starke Miliz nach Albany entsandte.
Anfang 1690 erlangte Leisler die Kontrolle auch über Albany. Um benachbarte Gemeinden zu entzweien, rief Leisler im Januar 1690 Wahlen in Schenectady aus. Anfang Februar wurde die Stadt im Zuge des King William’s War von Franzosen und Indianern überfallen, was als Schenectady-Massaker in die Geschichte einging. Dieser Angriff offenbarte die schwache Position der Albany Convention. Obwohl sich Albany und Leisler gegenseitig für die schlechte Verteidigung der Stadt verantwortlich machten, konnte Leisler aus der Situation Kapital schlagen. Er überzeugte Connecticut, seine Milizen aus Albany abzuziehen, und entsandte seine eigenen Milizen nach Norden, um dort die Kontrolle zu erlangen. Da die Albany Convention keine nennenswerte Unterstützung von außerhalb erhielt, kapitulierte sie schließlich.

### Regierungszeit von Leisler
Im Dezember 1689 erreichte ein Brief der neuen Könige die Kolonie, der an Nicholson bzw. „in seiner Abwesenheit an denjenigen, der zurzeit in der Provinz New York den Frieden sichert und die Einhaltung der Gesetze überwacht“ gerichtet war. Der Empfänger wurde mit diesem Schreiben ermächtigt, „die Regierung der genannten Provinz zu übernehmen“. Der Bote sollte diese Nachricht an van Cortlandt und Philipse übergeben, wurde aber von Leislers Milizen festgesetzt. Leisler nutzte den Brief als Legitimation für die Übernahme der Regierung, ernannte sich zum Vizegouverneur und richtete einen Gouverneursrat ein, der den Sicherheitsrat ersetzte.
Er begann anschließend, Steuern und Zölle zu erheben. Damit war stieß er auf erheblichen Widerstand bei gegen ihn gerichteten Vertretern der Kolonie. Er ließ einige verhaften, die meisten, die sich seinen Anweisungen widersetzten, wurden entlassen und durch ihm zugetane Personen ersetzt. Im April 1690 hatte praktisch jede Gemeinde in New York Beamte, die von Leisler eigenhändig ernannt worden waren. Sie repräsentierten alle Gesellschaftsschichten und umfassten auch prominente holländische und englische Einwohner. Es gab dennoch weiterhin Widerstand gegen seine Politik, der am 6. Juni zum Angriff eines Mobs auf Leisler führte, der die Freilassung politischer Gefangener forderte und sich weigerte, die von Leiser eingeführten Steuern zu bezahlen. Im Oktober 1690 protestierten mehrere Gemeinden – vom holländischen Harlem über das protestantisch-englische Queens County bis hin zu Albany – gegen seine Regierung.
Um sein Ansehen zu erhöhen und seine Position zu festigen, organisierte Leisler 1690 einen Feldzug gegen Neufrankreich. Die Idee dazu stellte er erstmals bei einem Treffen im Mai mit Vertretern der benachbarten Kolonien vor. Zur Versorgung der New Yorker Truppen befahl er den Händlern, ihre Waren abzugeben; taten sie dies nicht, brach er mit Gewalt in ihre Warenhäuser ein. Er führte über diese Aktionen präzise Aufzeichnungen, so dass viele Händler später entschädigt werden konnten. Die Vertreter von Connecticut weigerten sich, den von Leisler ausgewählten Befehlshaber Jacob Milborne zu akzeptieren und verwiesen auf die Erfahrung ihrer eigenen Kommandeure. Leisler fügte sich schließlich ihrer Wahl und ernannte Fitz-John Winthrop zum Anführer des Feldzugs. Dieser geriet jedoch aufgrund von Krankheiten sowie Schwierigkeiten beim Transport und bei der Nachschubversorgung zu einem vollständigen Fehlschlag. Winthrop konnte dennoch das Schenectady-Massaker in gewissem Ausmaß rächen, indem er im Februar 1690 mit einem kleinen Trupp La Prairie überfiel. Leisler machte ihn persönlich für den fehlgeschlagenen Feldzug verantwortlich und warf ihn kurzzeitig ins Gefängnis, was umgehend den Protest des Gouverneurs von Connecticut Robert Treat hervorrief.

### Reaktion der britischen Krone
Der neue König Wilhelm III. ernannte gegen Ende 1690 Colonel Henry Sloughter zum neuen Gouverneur der Provinz, jedoch konnte dieser aufgrund einer Vielzahl von Umständen England zunächst nicht verlassen. Die Abfahrt des Schiffs verzögerte sich weiter aufgrund schlechten Wetters, sodass sein Vizegouverneur Major Richard Ingoldesby im Januar 1691 die Provinz vor ihm erreichte. Ingoldesby führte zwar keine offiziellen Ernennungsurkunden mit, da diese sich auf dem Schiff von Sloughter befanden, bestand aber dennoch darauf, dass Leisler ihm die Regierungsgeschäfte und das Fort übertragen solle. Leisler verweigerte sich stur dieser Aufforderung, und Ingoldesby beharrte ebenso stur auf seinen Forderungen. Es gab immer wieder kleinere Scharmützel, und nach sechs Wochen war die Stadt in bewaffnete Militärposten unterteilt, wobei das Fort von mehreren hundert Leisleranhängern besetzt war. Ingoldesby wurde bei seinen Bemühungen von Mitgliedern des alten Dominion-Rates unterstützt. Mitte März hatten die Truppen von Ingoldesby das Fort umstellt und drohten, es mit einem Sturmangriff zu übernehmen. Leisler ließ hin und wieder die Kanonen des Forts abfeuern, was jedoch stets nur einige Kolonisten das Leben kostete.
Sloughter erreichte New York am Höhepunkt dieser Spannungen. Am 19. März gab er seine Ernennung bekannt und verlangte von Leisler, das Fort aufzugeben. Dieser war zunächst nicht sicher, dass Sloughter tatsächlich die Person war, die in der Ernennungsurkunde genannt war, konnte jedoch von Jost Stoll, der in London gewesen war und Sloughter kannte, vom Wahrheitsgehalt überzeugt werden. Leisler sandte daraufhin Unterhändler zu Sloughter, um mit ihm über die Herausgabe des Forts zu verhandeln. Der neue Gouverneur aber stellte klar, dass er zu keinen Verhandlungen bereit sei und ließ die Unterhändler verhaften. Leisler wies weiterhin Sloughters Forderungen zurück, konnte aber – höchstwahrscheinlich von seinen eigenen Milizen – schließlich zur Aufgabe überredet werden. Sloughter ließ daraufhin Leisler und zehn weitere Personen wegen Verrats festnehmen und im Fort einsperren, das sie soeben noch selbst besetzt hatten.

## Verhandlung und Todesurteil

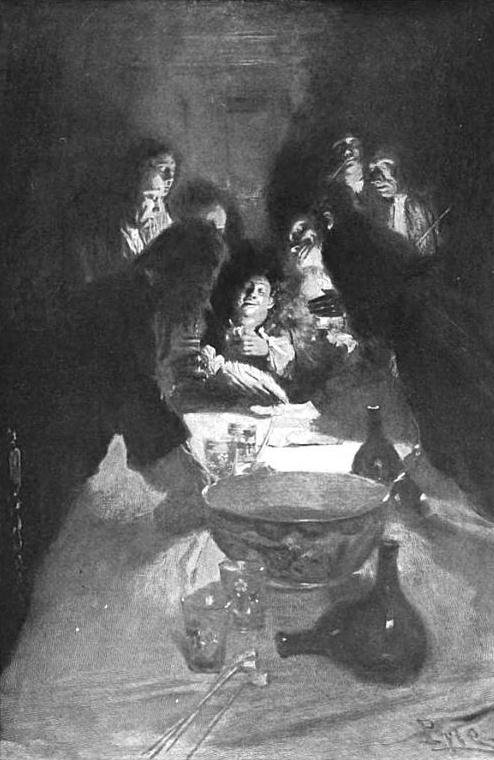
Gouverneur Sloughter unterzeichnet das Todesurteil von Leisler. Darstellung von Howard Pyle.

Sloughter richtete ein Schwurgericht (court of oyer and terminer) ein, um Leisler und andere Angeklagte zu richten. Die offenkundigen Anführer der ersten Miliz-Aktionen Abraham de Peyster und Charles Lodewick, wurden nicht angeklagt. Zu den Richtern gehörten viele Gegner von Leisler, wozu auch Richard Ingoldesby zählte. Den Vorsitz führte der ehemalige Dominion-Beamte Joseph Dudley. Das Gericht verlas die Anklageschrift gegen Jakob Leisler am 31. März. Der Hauptpunkt der Anklage bestand in der Weigerung, Ingoldesby die Kontrolle über die Stadt und das Fort zu übergeben. Leisler und sein Schwiegersohn Jacob Milborne erkannten beide die Rechtmäßigkeit des Schwurgerichts nicht an und verweigerten dementsprechend, sich vor ihm zu verteidigen. Obwohl das englische Recht nicht vorsah, dass wegen Verrats angeklagte Personen Rechtsberatung erhalten, bat Leisler um diese und bekam sie auch zugesprochen. Die meisten anderen Angeklagten erkannten das Gericht an und plädierten auf nicht schuldig. Am 1. April wurde Leisler zu einer Anklage wegen Mordes vernommen, was sich auf einen Vorfall während seiner Regierungszeit bezog.
Am 9. April berief Gouverneur Sloughter eine neue Kolonialversammlung ein. Obwohl Befürworter von Leisler versuchten, die Kontrolle in der Versammlung zu übernehmen, verabschiedete sie am 17. April ein Gesetz, das Leislers Regierung und Handeln verurteilte und ihn sogar für das Schenectady-Massaker verantwortlich machte. Nach mehreren erfolglosen Versuchen des Gerichts, Leisler und Milborne zu einer Verteidigungsrede zu bringen, verurteilte es beide am 17. April zum Tode durch „Erhängen, Strecken und Vierteilen, und ihre Besitztümer werden beschlagnahmt“. Ein Termin für die Hinrichtung wurde jedoch nicht angesetzt.
Das Verfahren zog sich bis Mitte Mai hin. Zu Beginn des Monats hatte das Gericht 32 Anklagen gehört, acht Männer (darunter Leisler und Milborne) zum Tode verurteilt sowie die übrigen Angeklagten entweder freigesprochen oder begnadigt. Es gab jedoch immer noch Partisanen, die in der Provinz aktiv waren. Leislers Gegner verlangten zunehmend seine Hinrichtung, und Ende April gab es Aufstände auf Staten Island, die mutmaßlich von Leislers Befürwortern angestiftet wurden.
Sloughter vertrat die Auffassung, dass die Hinrichtungen aufgeschoben werden sollten, bis der Wille des Königs in dieser Sache bekannt sei. Am 7. Mai sandte er ein Schreiben an den König und das Board of Trade, in denen er die aktuelle Situation beschrieb. Während er dem Brief an das Board of Trade die Mitschriften der Gerichtsverhandlung beifügte, beschrieb er im Brief an den König Leisler in sehr negativer Art und Weise; keines der Schriftstücke enthielt das gefällte Urteil. Am 14. Mai weigerte sich das Gericht, einer Überführung von Leisler und Milborne nach England zuzustimmen, und der von Leislergegnern dominierte Gouverneursrat forderte die Hinrichtung beider Männer. Sloughter fügte sich schließlich diesem Druck und unterschrieb noch am gleichen Abend die Todesurteile. Nicholas Bayard beschwerte sich gemeinsam mit anderen darüber, dass der Gouverneur zu diesem Zeitpunkt betrunken oder zumindest stark alkoholisiert war, und in den folgenden Tagen kursierten Gerüchte, dass er bestochen worden war. Am 16. Mai wurden Leisler und Milborne durch Erhängen hingerichtet. Leisler nutzte seine ihm zustehenden letzten Worte für eine lange Rede, in der er betonte, dass er „für die glorreichen protestantischen Interessen und im Interesse der aktuellen Regierung“ gehandelt habe und zudem die Provinz vor Angriffen von außen schützen wollte. Die sterblichen Überreste beider Männer wurden bei den Galgen vergraben und ihre Besitztümer aufgrund eines begangenen Kapitalverbrechens beschlagnahmt. Am 19. Mai gab Gouverneur Sloughter eine Amnestie für alle Angeklagten bekannt, von der jedoch 20 Personen ausgenommen waren.

## Folgen
Ihre Hinrichtung machte Leisler und Milborne zu Märtyrern und trug in keiner Weise zur Annäherung der beiden tief gespaltenen Lager bei. Seine Unterstützer sandten Boten nach London, denen sich auch sein Sohn Jacob anschloss, um bei der Regierung Entschädigung zu verlangen. Im Januar 1692 wurde ihre Petition dem König vorgetragen, und im April empfahl das Board of Trade die Begnadigung der Verurteilten. Am 13. Mai 1692 wies Königin Maria den neuen Gouverneur Benjamin Fletcher an, die sechs verbliebenen Gefangenen zu begnadigen.
Der plötzliche Tod von Gouverneur Sloughter am 23. Juli 1691 führte zu Spekulationen, dass er vergiftet worden sei, obwohl die Autopsie bestätigte, dass er an einer Lungenentzündung verstorben war. Er hinterließ einen Brief, in dem er den erheblichen Druck von außen beschrieb, unter dem er die Hinrichtung befohlen habe. Es gab noch weitere Vorfälle während seiner Amtszeit; so wurde er von Ingoldesby, der nach Sloughters Tod die Amtsgeschäfte übernahm, beschuldigt, die Summe von 1100 Pfund (heute ca. 204.200 Pfund), die zur Bezahlung der Milizen gedacht war, in die eigene Tasche gesteckt zu haben. Außerdem soll er ein erbeutetes und in einer Auktion versteigertes Schiff beschlagnahmt und dann ein zweites Mal verkauft haben.
Einer der Anhänger von Leisler reiste über Boston nach England, wo ihm vom neuen Gouverneur der Province of Massachusetts Bay Sir William Phips Unterstützung angeboten wurde. Die Vertreter von Massachusetts in London setzten sich daraufhin im Namen der Erben von Leisler dafür ein, die bürgerlichen Ehrenrechte wiederherzustellen und die Besitztümer der Familie zurückzugeben. 1695 wurde mit der Unterstützung von Henry Ashurst und Constantine Henry Phipps ein entsprechender Gesetzentwurf in das britische Parlament eingebracht. Obwohl der Entwurf das House of Lords schnell passierte, konnten die Gegner von Leiser erfolgreich durchsetzen, dass er zur Beratung in das Unterhaus weitergeleitet wurde. Erst nach intensiven und langwierigen Anhörungen, in denen unter anderem Joseph Dudley sein Handeln verteidigte, wurde das Gesetz am 2. Mai 1695 verabschiedet. Bereits am nächsten Tag wurde es vom König unterschrieben.
Leislers Erben wurden jedoch erst 1698 entschädigt. 1695 erreichte der neue Gouverneur Richard Coote, der Leisler im Parlament stets unterstützt hatte, die Provinz. Während seiner Amtszeit platzierte er Leislerunterstützer in Schlüsselpositionen seiner Regierung, beaufsichtigte die Restaurierung des Familiensitzes und ließ die Überreste von Leisler und Milborne auf den Friedhof der niederländisch-reformierten Kirche umbetten.
Auf der Ebene der Provinz stritten Befürworter und Gegner von Leisler immer noch, als 1710 der neue Gouverneur Robert Hunter eintraf. Im Laufe der Zeit schlossen sich immer mehr Leislerbefürworter den Whigs an, während seine Gegner die Tories unterstützten. Hunter – selbst ein Whig – gelang es, die Verbitterung zwischen beiden Parteien weitgehend zu eliminieren.

## Interpretation
Einige Historiker sehen den Aufstand als niederländische Revolte gegen die Vorherrschaft der Engländer. Leisler gelang es jedoch nicht, die Unterstützung der niederländisch-reformierten Kirche zu gewinnen. Der Sohn eines deutschen reformierten Pfarrers nutzte die verbreitete Abneigung gegen die katholische Kirche aus und wurde von Handwerkern und kleinen Händlern unterstützt, die gegen die reichen Kaufleute eingestellt waren. Seine Anhänger sahen sich als erfolgreiche Verweigerer der Anglikanisierung und als die wahren Erben der niederländischen Religion.
Im Kontext von anderen Aufständen zu dieser Zeit gesehen – Bacon’s Rebellion (Virginia 1676), Culpeper’s Rebellion (North Carolina 1677), Gove’s Rebellion (New Hampshire 1683), Aufstand in Boston (Massachusetts 1689) und Coode’s Rebellion (Maryland 1689) – folgt die Leislerrebellion jedoch einem Muster. In allen genannten Aufständen rebellierten kleine und mittlere Plantagenbesitzer, Händler oder Kaufleute gegen eine etablierte Elite, die das Machtmonopol für sich beanspruchte. In keinem Fall war die Rebellion gegen die britische Herrschaft gerichtet, sondern vielmehr gegen die Beamten vor Ort, denen vorgeworfen wurde, den Zugang zu größerem Wohlstand oder zu mehr Macht im britischen System zu blockieren.
Zur gleichen Zeit führte die erhöhte Präsenz britischer Soldaten auf kolonialem Boden im Zusammenspiel mit der Durchsetzung der von der Kolonialverwaltung abgelehnten Navigationsakten zu stärkeren Spannungen zwischen Kolonisten und britischen Truppen. In diesem Zusammenhang kann die Leislerrebellion – ebenso wie die anderen Aufstände – als Vorläufer der Amerikanischen Revolution angesehen werden, die in den 1760er Jahren begann.